# Hałyna Sewruk
Hałyna Sylwestriwna Sewruk (ukr. Галина Сильвестрівна Севрук; ur. 18 maja 1929 w Samarkandzie, zm. 13 lutego 2022) – ukraińska rzeźbiarka, jedna z przedstawicielek szistdesiatnyków.

## Życiorys
Urodziła się w Uzbekistanie, w przebywającej na wymuszonej emigracji rodzinie architekta Sylwestra Martynowycza i Iryny Dmytriwnej. W 1930 roku rodzina wróciła na Ukrainę (wówczas Ukraińska SRR), najpierw do Charkowa, a pod koniec wojny – do Kijowa. W 1959 roku artystka ukończyła studia malarskie w Kijowskim Państwowym Instytucie Sztuki (obecnie Narodowa Akademia Sztuk Pięknych i Architektury). Odmawiała tworzenia portretów działaczy partyjnych, mających przedstawiać ich w pozytywnym świetle i rozpoczęła współpracę z kijowskim klubem młodzieży twórczej Suczasnyk, będącym jednym z ośrodków szistdesiatnyków. W latach 1964–1985 pracowała w pracowni ceramicznej na terenie soboru Mądrości Bożej w Kijowie. Pod wpływem kierownik pracowni Niny Fedorowej i jej męża, zainteresowała się ideałami rozstrzelanego odrodzenia. W 1964 roku, z okazji 150. rocznicy urodzin Tarasa Szewczenki, wraz z Ałłą Horską, Opanasem Załywachą, Ludmyłą Semykiną i Hałyną Zubczenko, wykonała witraż „Szewczenko. Matka”, który miał zostać umieszczony w czerwonym budynku Uniwersytetu Kijowskiego. Witraż ten został jednak natychmiast zniszczony przez administrację uniwersytetu po tym, jak został uznany za „wrogi ideologicznie”. Rok później stworzyła swoją pierwszą rzeźbę ceramiczną – „Płacz Jarosławny”. W 1968 roku była jednym z sygnatariuszy listu protestacyjnego przeciwko represjom wobec rosyjskiej i ukraińskiej inteligencji, skierowanego do działaczy partyjnych, tzw. listu 139, w wyniku czego została wyrzucona ze Związku Artystów Ukrainy. Od tego momentu jej prace nie były przyjmowane na wystawy ani eksponowane w muzeach. W 1976 roku zniszczona została jej stela „Drzewo życia”, powstała w 1970 roku. W 1989 została przywrócona do Związku Artystów Ukrainy. W latach 1990–2000 prowadziła pracownię ceramiczną w kijowskim centrum sztuki dla dzieci i młodzieży.
Do jej dorobku artystycznego zaliczają się m.in. dwie mozaiki, Lisowa pisnia i Lileja, a także stele, projekty wnętrz i elewacji hoteli, rzeźbiarskie wizerunki bogów słowiańskich, ceramiki poświęcone tematyce Rusi Kijowskiej (ich zwieńczeniem była praca Misto na semi horbach), obrazy oraz portrety postaci historycznych.
W 2005 roku otrzymała tytuł Zasłużonego Artysty Ukrainy. W 1991 roku została laureatką nagrody im. Wasyla Stusa, a trzy lata później zdobyła nagrodę im. metropolity Andrzeja Szeptyckiego.
Zmarła 13 lutego 2022.

## Literatura dodatkowa
- Богдан Мисюга: Галина Севрук. Альбом-монографія. Київ: Смолоскип, 2011. (ukr.)